# Divadlo v Beer Ševě
Divadlo v Be'er Ševě (hebrejsky: תיאטרון באר שבע, Te'atron Be'er Ševa) je divadlo ve městě Be'er Ševa v Izraeli fungující od roku 1973.
Za jeho vznikem stál Geri Bilu. Jde o největší divadelní soubor v jižní části státu Izrael, v Negevské poušti. Od roku 2005 divadlo provozuje rovněž hereckou školu.